# پارسیان و من
پارسیان و من نخستین رمان سه‌گانه فانتزی ایرانی است که بر اساس اسطوره‌ها، حماسه‌ها و تاریخ ایران نگاشته شده‌است و نه تنها ستایش منتقدان و متخصصین حوزه ادبیات را برانگیخته بلکه مخاطبان بسیاری را نیز با خود همراه کرده‌است به‌طوریکه به گزارش روزنامه شرق، عنوان پرفروش‌ترین رمان نوزدهمین نمایشگاه بین‌المللی کتاب تهران را به دست آورد.
رمان سه‌گانه پارسیان و من بازآفرین خلاقی از شاهنامه فردوسی است که با الهام از ساختار سه بخشی آن، برش‌هایی از سه دوره اسطوره، حماسه و تاریخ ایران را روایت می‌کند. جلد نخست این کتاب با نام پارسیان و من: کاخ اژدها بیان‌کنندهٔ داستان ضحاک ماردوش (آژی‌دهاک) است. جلد دوم با نام پارسیان و من: راز کوه پرنده بیان‌کنندهٔ پهلوانی‌های رستم و شرح هفت خوان او در قالب رمانی جذاب و کتاب سوم هم با نام پارسیان و من: رستاخیز فرا می‌رسد بیان‌کنندهٔ داستان کوروش بزرگ است.

## فهرست سه‌گانه
- پارسیان و من: کاخ اژدها (جلد اول)
- پارسیان و من: راز کوه پرنده (جلد دوم)
- پارسیان و من: رستاخیز فرا می‌رسد (جلد سوم)